# Ture Johannisson
Ture Gustaf Johannisson, född 26 september 1903 i Sundsvall, död 16 december 1990 i Vasa församling i Göteborg, var en svensk lingvist.
Johannisson blev filosofie doktor och docent i nordiska språk vid Lunds universitet 1939. Han var  professor i nordiska språk vid Göteborgs högskola/Göteborgs universitet åren 1945–1970, och var ledamot av Svenska Akademien 1955–1990, stol 9. 
Han var redaktör för Arkiv för nordisk filologi 1968–1978.
Ture Johannisson var sedan 1939 gift med Lore Schmidt (1916–2012) och fick tre barn, bland andra Karin Johannisson.